# Beatrice (singolo)
Beatrice è un singolo del rapper e cantautore italiano Tedua, in collaborazione con la cantautrice italiana Annalisa, pubblicato il 6 settembre 2024 come secondo estratto dall'edizione deluxe del terzo album in studio La Divina Commedia.

## Descrizione
Il brano è stato scritto dai due interpreti insieme a Federica Abbate e Madame, con la produzione musicale di Dibla e Jiz.

## Promozione
Il brano è stato distribuito in rotazione radiofonica come singolo il 6 settembre 2024 e cantato per la prima volta dal vivo agli I-Days Milano il 30 giugno dello stesso anno.

## Tracce
Testi e musiche di Mario Molinari, Annalisa Scarrone, Federica Abbate, Francesca Calearo, Giorgio De Lauri, Luca Di Biasi.
1. Beatrice (feat. Annalisa) – 3:03

## Video musicale
Il video, diretto da Martina Pastori e prodotto da Borotalco.tv, è stato pubblicato il 5 settembre 2024, il giorno precedente dell'uscita del singolo. Il video è diviso a metà tra scene al chiuso e un'ambientazione medievale ispirata alla Divina Commedia di Dante Alighieri dove avviene l'incontro tra un cavaliere e una principessa.

## Classifiche

### Classifiche settimanali
| Classifica (2024) | Posizione massima |
| ----------------- | ----------------- |
| Italia            | 1                 |

### Classifiche di fine anno
| Classifica (2024) | Posizione |
| ----------------- | --------- |
| Italia            | 29        |